# Kyle Ryde
Kyle Brandon Ryde (Mansfield, Nottinghamshire, Inglaterra, 22 de julio de 1997) es un piloto de motociclismo británico que participa en el Campeonato Británico de Superbikes con el equipo Rich Energy OMG Racing Yamaha. 

## Biografía
Ryde pasó sus primeros años hasta 2002 en Swanwick, Derbyshire, después se trasladó a la cercana Jacksdale, Nottinghamshire donde él actualmente reside.
Él disputó la Red Bull MotoGP Rookies Cup en 2011 y 2012. Se convirtió en el más joven jamás campeón británico de 125cc al ganar el Campeonato Británico 125 de 2011. Él aseguró su segundo campeonato británico ganando el campeonato nacional británico de Superstock 600 en 2014.
Para el 2015, Ryde se acercó a competir en el Campeonato Británico de Supersport por el Pacedayz European Trackdays a bordo de una Yamaha YZF-R6, terminando la temporada en segundo lugar. El 24 de mayo de 2015, participó por primera vez en un evento del Campeonato Mundial de Supersport, como un piloto invitado en la ronda de Gran Bretaña en Donington Park. Se clasificó tercero después de haber calificado en la primera fila en segundo lugar.
A principios de 2016, Ryde firmó con un equipo italiano para correr su primera temporada completa en el Campeonato Mundial de Supersport en una Yamaha YZF-R6, pero el equipo se retiró inesperadamente de la competencia sin explicación después de las primeras cinco carreras en mayo de 2016. Ryde solo se perdió una carrera en Sepang, Malasia. Más tarde montó una MV Agusta F3 675 y una Kawasaki ZX-6R en el Campeonato Mundial de Supersport para el Schmidt Racing, un equipo formado a finales de 2015 en Hungría, uniéndose como compañero de equipo de Nicolás Terol.

## Estadísticas

### Campeonato del Mundo de Motociclismo

#### Por temporada
| Temp. | Cat.  | Moto      | Equipo                      | N.º | Carreras | Victorias | Podios | Poles | V.Ráp. | Pts | Pos |
| ----- | ----- | --------- | --------------------------- | --- | -------- | --------- | ------ | ----- | ------ | --- | --- |
| 2013  | Moto3 | KRP Honda | Racing Steps Foundation KRP | 37  | 1        | 0         | 0      | 0     | 0      | 0   | NC  |
| Total |       |           |                             |     | 1        | 0         | 0      | 0     | 0      | 0   |     |

#### Carreras por año
(Carreras en negrita indica pole position, carreras en cursiva indica vuelta rápida)
| Año  | Clase | Moto      | 1   | 2   | 3   | 4   | 5   | 6   | 7   | 8   | 9   | 10  | 11     | 12  | 13  | 14  | 15  | 16  | 17  | Pos. | Pts |
| ---- | ----- | --------- | --- | --- | --- | --- | --- | --- | --- | --- | --- | --- | ------ | --- | --- | --- | --- | --- | --- | ---- | --- |
| 2013 | Moto3 | KRP Honda | QAT | AME | SPA | FRA | ITA | CAT | NED | GER | IND | CZE | GBR 27 | RSM | ARA | MAL | AUS | JPN | VAL | NC   | 0   |

### Campeonato Mundial de Supersport

#### Por temporada
| Temp. | Moto                 | Equipo                      | N.º | Carreras | Victorias | Podios | Poles | V.Ráp. | Pts | Pos  |
| ----- | -------------------- | --------------------------- | --- | -------- | --------- | ------ | ----- | ------ | --- | ---- |
| 2015  | Yamaha YZF-R6        | Pacedayz European TrackDays | 77  | 1        | 0         | 1      | 0     | 0      | 16  | 19.º |
| 2016  | Yamaha YZF-R6        | Ranieri Med – SC Racing     | 77  | 5        | 0         | 0      | 0     | 0      | 14  | 25.º |
| 2016  | MV Agusta F3 675     | Schmidt Racing              | 77  | 2        | 0         | 0      | 0     | 0      | 14  | 25.º |
| 2016  | Kawasaki Ninja ZX-6R | Schmidt Racing              | 77  | 3        | 0         | 0      | 0     | 0      | 14  | 25.º |
| 2017  | Kawasaki Ninja ZX-6R | Kawasaki Puccetti Racing    | 77  | 10       | 0         | 0      | 0     | 0      | 43  | 13.º |
| Total |                      |                             |     | 21       | 0         | 1      | 0     | 0      | 73  |      |

#### Carreras por año
(Carreras en negrita indica pole position, carreras en cursiva indica vuelta rápida)
| Año  | Moto      | 1      | 2       | 3      | 4      | 5       | 6      | 7      | 8      | 9       | 10     | 11      | 12     | Pos. | Pts |
| ---- | --------- | ------ | ------- | ------ | ------ | ------- | ------ | ------ | ------ | ------- | ------ | ------- | ------ | ---- | --- |
| 2015 | Yamaha    | AUS    | THA     | SPA    | NED    | ITA     | GBR 3  | POR    | ITA    | MAL     | SPA    | FRA     | QAT    | 19.º | 16  |
| 2016 | Yamaha    | AUS 19 | THA Ret | SPA 12 | NED 14 | ITA 15  | MAL    |        |        |         |        |         |        | 25.º | 14  |
| 2016 | MV Agusta |        |         |        |        |         |        | GBR 21 | ITA 22 |         |        |         |        | 25.º | 14  |
| 2016 | Kawasaki  |        |         |        |        |         |        |        |        | GER 17  | FRA 11 | SPA DNS | QAT 14 | 25.º | 14  |
| 2017 | Kawasaki  | AUS 4  | THA 5   | ARA 8  | NED 12 | ITA Ret | GBR 11 | MIS 14 | GER 16 | POR Ret | FRA 22 | SPA     | QAT    | 13.º | 43  |

### Campeonato Británico de Superbikes

#### Por temporada
| Temp. | Moto              | Equipo                        | N.º | Carreras | Victorias | Podios | Poles | V.Ráp. | Pts  | Pos  |
| ----- | ----------------- | ----------------------------- | --- | -------- | --------- | ------ | ----- | ------ | ---- | ---- |
| 2020  | Suzuki GSX-R1000R | Buildbase Suzuki              | 77  | 18       | 2         | 3      | 0     | 2      | 137  | 9.º  |
| 2021  | BMW M1000RR       | Rich Energy OMG Racing BMW    | 77  | 30       | 0         | 1      | 0     | 0      | 118  | 15.º |
| 2022  | Yamaha YZF-R1     | Rich Energy OMG Racing Yamaha | 77  | 9        | 1         | 4      | 1     | 2      | 117* | 4.º* |
| Total |                   |                               |     | 57       | 3         | 8      | 1     | 4      | 372  |      |

- * Temporada en curso.

#### Carreras por año
(Carreras en negrita indica pole position, carreras en cursiva indica vuelta rápida)
| Año  | Moto   | 1       | 1      | 1      | 2      | 2      | 2      | 3      | 3       | 3      | 4       | 4      | 4      | 5      | 5       | 5       | 6      | 6      | 6       | 7      | 7      | 7      | 8     | 8      | 8      | 9      | 9       | 9      | 10    | 10    | 10     | 11     | 11     | 11     | Pos  | Pts  |
| Año  | Moto   | R1      | R2     | R3     | R1     | R2     | R3     | R1     | R2      | R3     | R1      | R2     | R3     | R1     | R2      | R3      | R1     | R2     | R3      | R1     | R2     | R3     | R1    | R2     | R3     | R1     | R2      | R3     | R1    | R2    | R3     | R1     | R2     | R3     | Pos  | Pts  |
| ---- | ------ | ------- | ------ | ------ | ------ | ------ | ------ | ------ | ------- | ------ | ------- | ------ | ------ | ------ | ------- | ------- | ------ | ------ | ------- | ------ | ------ | ------ | ----- | ------ | ------ | ------ | ------- | ------ | ----- | ----- | ------ | ------ | ------ | ------ | ---- | ---- |
| 2020 | Suzuki | DON Ret | DON 4  | DON 7  | SNE 10 | SNE 6  | SNE 10 | SIL 2  | SIL 1   | SIL 1  | OUL Ret | OUL 13 | OUL 13 | DON 7  | DON Ret | DON 14  | BRH 14 | BRH 11 | BRH Ret |        |        |        |       |        |        |        |         |        |       |       |        |        |        |        | 9.º  | 137  |
| 2021 | BMW    | OUL 7   | OUL 10 | OUL 12 | KNO 11 | KNO 15 | KNO 17 | BRH 16 | BRH 13  | BRH 16 | THR Ret | THR 6  | THR 16 | DON 11 | DON 6   | DON Ret | CAD    | CAD    | CAD     | SNE 19 | SNE 15 | SNE 10 | SIL 8 | SIL 15 | SIL 17 | OUL 13 | OUL Ret | OUL 15 | DON 2 | DON 6 | DON 15 | BRH 13 | BRH 10 | BRH 11 | 15.º | 118  |
| 2022 | Yamaha | SIL 2   | SIL 2  | SIL 10 | OUL 3  | OUL 4  | OUL 10 | DON 1  | DON Ret | DON 5  | KNO     | KNO    | KNO    | BRH    | BRH     | BRH     | THR    | THR    | THR     | CAD    | CAD    | CAD    | SNE   | SNE    | SNE    | OUL    | OUL     | OUL    | DON   | DON   | DON    | BRH    | BRH    | BRH    | 4.º* | 117* |

- * Temporada en curso.